# GRES Portela
El Grêmio Recreativo Escola de Samba Portela (o simplemente Portela) es una escuela de samba de la ciudad de Río de Janeiro, Brasil. Tiene como símbolo al águila y los colores azul y blanco. Portela tiene el récord de ser la escuela con mayor número de campeonatos con 22 títulos. Esta marca incluye un heptacampeonato (1941-1947) y un tetracampeonato (1957-1960). Es cariñosamente apodada como "La Majestad de la Samba" y forma, junto con Deixa Falar y Mangueira, el trío de escuelas fundadores del carnaval carioca.
La escuela fue fundada oficialmente como un bloco carnavalesco llamado Conjunto Oswaldo Cruz, el 11 de abril de 1923, en el barrio de Oswaldo Cruz. Aunque hay estudiosos que creen que la escuela había sido fundada en 1926, el año oficial de fundación es 1923, el mismo año de creación del bloco "Baianinhas de Oswaldo Cruz", que ya contenía el embrión del primer directorio portelense con Paulo da Portela, Alcides Dias Lopes (más conocido como "Malandro Histórico"), Heitor dos Prazeres, Antônio Caetano, Antônio Rufino, Manuel Bam Bam Bam, Natalino José do Nascimento (o "seu Natal"), Candinho e Cláudio Manuel. Cambió de nombre dos veces - "Quem Nos Faz É O Capricho" y "Vai Como Pode" -, hasta asumir definitivamente la denominación "Portela" a mediados de la década de 1930. A lo largo de las primeras décadas del carnaval carioca, Portela se convirtió en una de las principales escuelas de samba de la ciudad formando junto con Mangueira y Beija-Flor, las tres mayores campeonas del carnaval carioca.
La agremiación es responsable de algunas innovaciones en los desfiles de carnaval. Por ejemplo, en 1935, fue la primera escuela en introducir una alegoría: un globo terráqueo ideado por Antônio Caetano. En el carnaval de 1939 presentó la que es considerada la primera samba de enredo, además de llevar al desfile disfraces totalmente relacionados con el enredo. También introdujo la comisión de frente y, más tarde, fue la primera escuela en uniformizarla.
Además de su relevancia para el carnaval carioca, Portela se ha consolidado como uno de los grandes semilleros de compositores de samba, como demuestra su activa y tradicional Velha Guarda. En Portela, a lo largo de su historia, destacan además de los fundadores Paulo da Portela y Antônio Rufino, los sambistas Aniceto da Portela, Mijinha, Manacéa, Argemiro, Alberto Lonato, Chico Santana, Clara Nunes, Casquinha, Alcides Dias Lopes, Alvaiade, Colombo, Picolino, Candeia, Waldir 59, Zé Ketti, Wilson Moreira, Monarco, Noca da Portela, Paulinho da Viola, Marisa Monte entre otros - sin olvidar importantes instrumentistas como Jair do Cavaquinho y Jorge do Violão, Portela desempeña un papel importante en la vida cultural de Río de Janeiro. Prueba de este reconocimiento fue la concesión a la escuela de la Orden del Mérito Cultural en 2001. En 2021 fue declarada patrimonio cultural inmaterial del estado de Río de Janeiro.
A pesar de su gran tradición en la escena de la samba de Río de Janeiro, la escuela vivió muchos momentos de fricción, especialmente en la relación entre la junta directiva de la escuela y los bailarines de samba. Los desacuerdos culminaron con la destitución del fundador Paulo da Portela en 1941. Durante la década de 1970, nuevos desacuerdos llevaron a sambistas como Candeia, Zé Ketti y Paulinho da Viola a abandonar la escuela, aunque los dos últimos regresaron años más tarde. En la década de 1980, una nueva incursión interna provocó disensiones, que desembocaron en la creación de una segunda escuela, la Tradição.